# The Hunted (1995)
The Hunted é um filme de 1995 dirigido e escrito por J. F. Lawton, estrelando Christopher Lambert, John Lone, e Joan Chen. A contagem caracteriza a música pela tropa japonesa de Taiko Kodo.